# Kirnu
Kirnu est un parcours de montagnes russes en métal situé à Linnanmäki, à Helsinki en Finlande. C'est le premier modèle Ball Coaster construit par Intamin en 2007.

## Description
Kirnu fait partie des montagnes russes quadridimensionnelles, c'est-à-dire que les passagers sont placés de part et d'autre du rail dans des sièges qui peuvent tourner à 360° sur un axe vertical (vers l'avant et l'arrière). Le procédé inventé par Arrow Dynamics a été repris par Intamin pour principale différence que la rotation des sièges est ici complètement libre.
Sur le circuit, trois trains de huit places chacun (4 places de chaque côté du rail) permettent un débit de 640 personnes par heure.

## Galerie

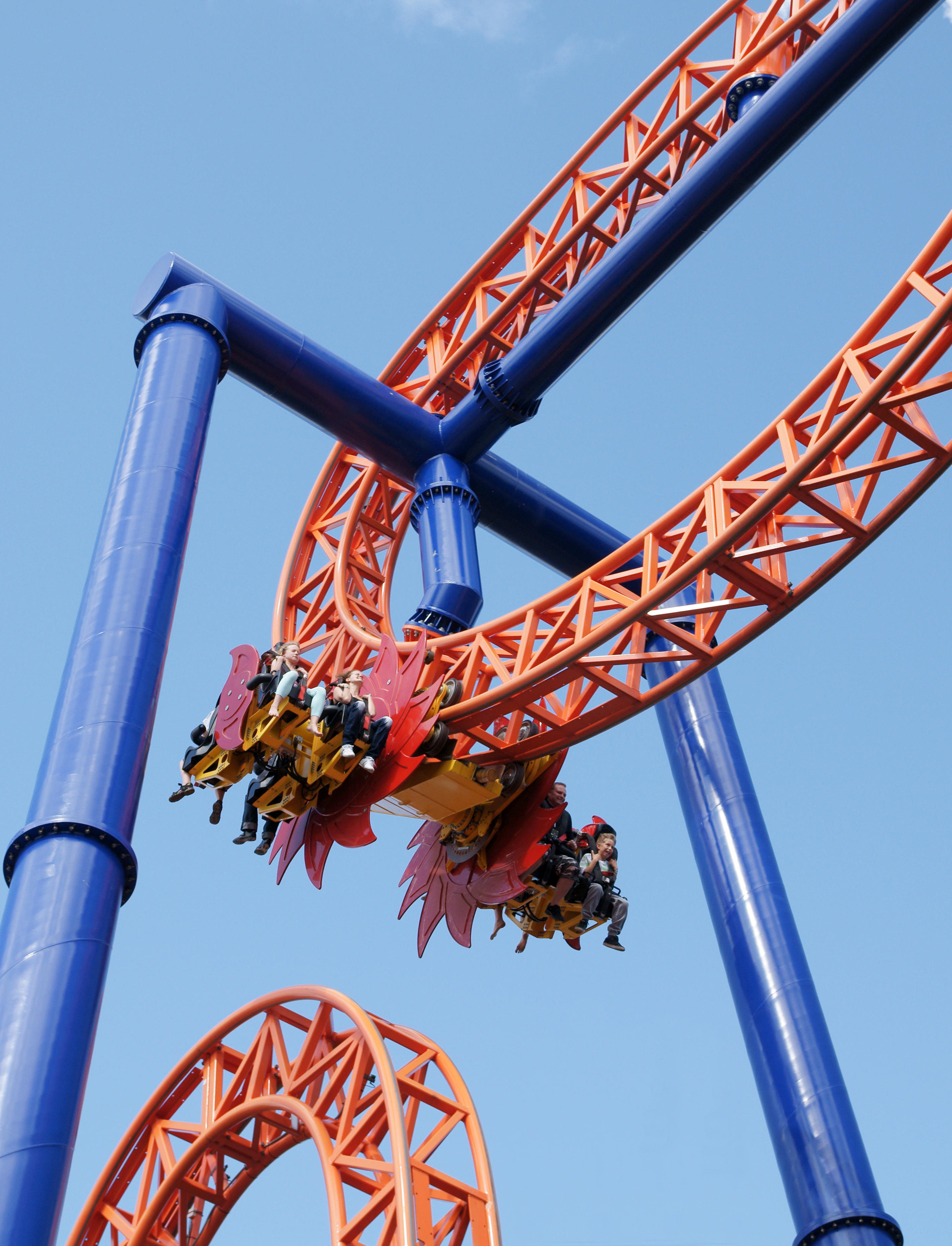
Vue au pied de l'attraction.
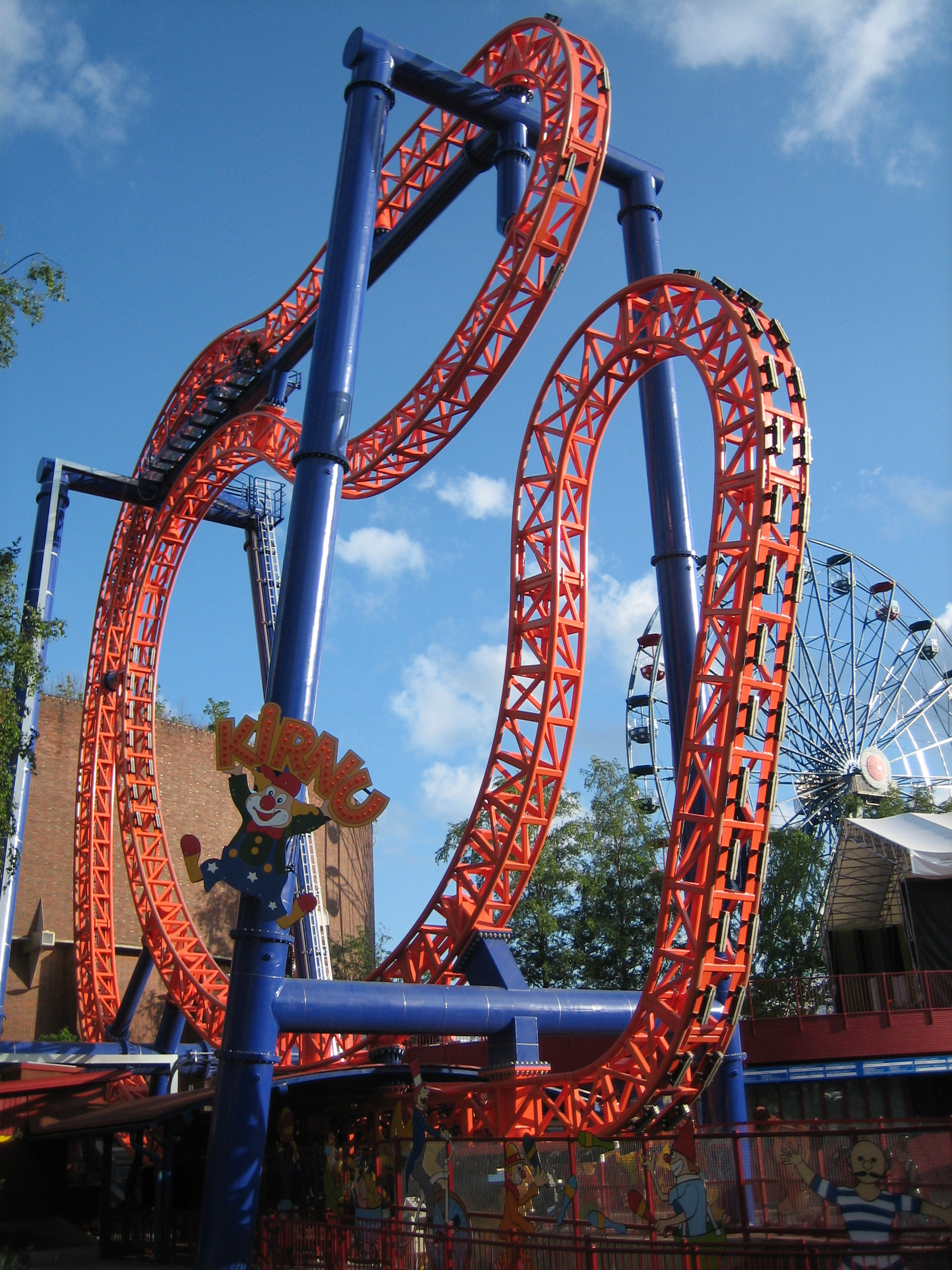